# Oleksandr Kiritxenko
Oleksandr Oleksàndrovitx Kiritxenko  (en ucraïnès: Олександр Олександрович Кириченко; en rus: Aleksandr Aleksandrovitx Kiritxenko, Александр Александрович Кириченко), (Kíiv, 13 d'agost de 1967) és un ciclista ucraïnès de naixement, però nacionalitzat rus, ja retirat, que va competir durant les dècades de 1980 i 1990. Els seus principals èxits foren en la seva època d'amateur, quan encara era soviètic.
Va destacar en el ciclisme en pista, concretament en la prova de quilòmetre, on va guanyar un or als Jocs Olímpics de Seül. També va prendre part als Jocs de Barcelona de 1992, representant l'Equip Unificat, i els d'Atlanta de 1996, on representà Rússia.

## Palmarès
- 1988
  -  Medalla d'or als Jocs Olímpics de Seül en Quilòmetre contrarellotge
- 1990
  -  Campió del món de Quilòmetre